# Matadero cinco (película)
Matadero cinco es una película de ciencia ficción militar de comedia dramática estadounidense de 1972 dirigida por George Roy Hill y producida por Paul Monash, a partir de un guion de Stephen Geller, basada en la novela de 1969 del mismo nombre de Kurt Vonnegut. La película está protagonizada por Michael Sacks como Billy Pilgrim, quien se «desatasca en el tiempo» y no tiene control sobre hacia dónde se dirige a continuación. También está protagonizada por Ron Leibman como Paul Lazzaro y Valerie Perrine como Montana Wildhack.
Matadero cinco se estrenó en el 25º Festival de Cine de Cannes, donde ganó el Premio del Jurado y fue nominada a la Palma de Oro. La película también ganó un Premio Hugo a la mejor presentación dramática y un Premio Saturn a la mejor película de ciencia ficción. Sacks fue nominado a un Globo de Oro a la nueva estrella del año por su interpretación de Pilgrim.
Vonnegut escribió sobre la película poco después de su estreno, en su prefacio a Between Time and Timbuktu: «Me encanta George Roy Hill y Universal Pictures, que hicieron una traducción impecable a la gran pantalla de mi novela Matadero cinco. Babeo y me río cada vez que veo esa película, porque está muy en armonía con lo que sentí cuando escribí el libro».

## Trama
En Ilium, Nueva York, Billy Pilgrim, de mediana edad, escribe una carta al editor afirmando haberse «desatascado en el tiempo»; se encuentra de joven tras las líneas enemigas en Bélgica durante la Segunda Guerra Mundial, donde él y otras tropas estadounidenses son capturados por los alemanes. Un compañero prisionero de guerra, Paul Lazzaro, desarrolla un rencor contra Billy y jura matarlo; en un campamento, Lazzaro ataca a Billy pero es interceptado por un prisionero de guerra mayor, Edgar Derby. Billy y Derby se hacen amigos. Los estadounidenses serán trasladados a Dresde durante el resto de la guerra y se les pide que elijan un líder. Cuando Lazzaro se nomina a sí mismo, Billy nomina a Derby, y Derby es aclamado después de que Lazzaro renuncia. En Dresde, a los prisioneros de guerra se los coloca en un matadero, «Matadero cinco». Durante la cena, las sirenas suenan y los prisioneros de guerra se dirigen al refugio antiaéreo; comienza el bombardeo de Dresde, durante el cual Billy cree que mueren 100 000 personas. Los prisioneros de guerra emergen del refugio y los alemanes les piden que revisen las ruinas en busca de supervivientes, advirtiendo que los saqueos serán castigados. Cuando Derby descubre una figura de una bailarina, se la guarda en el bolsillo y es ejecutado por un pelotón de fusilamiento alemán.
Después de la guerra, Billy se casa con la adinerada Valencia, cuyo padre es dueño de una escuela de optometría, el mismo campo al que Billy se dedica. Tienen dos hijos, Robert y Barbara. Robert se convierte en un adolescente con problemas; en un momento dado es atrapado por la policía destrozando un cementerio católico. Billy soborna a la policía para que deje ir a Robert. Billy y su suegro Lionel Merble abordan un jet privado para asistir a una convención de optometría. Cuando Billy mira por la ventana y ve hombres con pasamontañas, tiene el presentimiento de que el avión se estrellará en el camino, y así sucede. Lionel muere, pero Billy es encontrado con vida y llevado al hospital. De camino al hospital, Valencia, angustiada, tiene múltiples accidentes y el escape de su automóvil se destruye, lo que le produce una muerte por intoxicación por monóxido de carbono.
Billy sale del hospital y opta por vivir solo, a pesar de las objeciones de Barbara. Robert, ahora reformado, se ha alistado para la Guerra de Vietnam. Mientras está solo, Billy es abducido hacia el planeta alienígena de Tralfamadore, junto con la actriz de cine Montana Wildhack. Los tralfamadorianos viven en la «cuarta dimensión» y le enseñan a Billy que el universo está formado por momentos aleatorios unidos; cuando uno muere, regresa a otro momento de su vida, y depende de ellos enfocarse en los buenos momentos e ignorar los malos. Los tralfamadorianos esperan que Billy y Montana se apareen. Billy y Montana se enamoran y tienen un hijo, a quien Montana llama Billy Jr. En la Tierra, Billy discute con Barbara sobre la existencia de Tralfamadore; Billy, que puede viajar tanto al futuro como al pasado, comparte una visión de su muerte, en la que un anciano Lazzaro le dispara fatalmente mientras da un discurso sobre Tralfamadore.

## Reparto
- Michael Sacks como Billy Pilgrim
- Ron Leibman como Paul Lazzaro
- Eugene Roche como Edgar Derby
- Sharon Gans como Valencia Merble Pilgrim
- Valerie Perrine como Montana Wildhack
- Holly Near como Barbara Pilgrim
- Perry King como Robert Pilgrim
- Kevin Conway como Roland Weary
- Friedrich von Ledebur como el líder alemán
- Ekkehardt Belle como el joven guardia alemán
- Sorrell Booke como Lionel Merble
- Roberts Blossom como Wild Bob Cody
- John Dehner como el profesor Rumfoord
- Gary Waynesmith como Stanley
- Richard Schaal como Howard W. Campbell Jr.
- Gilmer McCormick como Lily Rumfoord
- Stan Gottlieb como Hobo
- Karl-Otto Alberty como el guardia alemán del segundo grupo
- Henry Bumstead como Eliot Rosewater
- Lucille Benson como la madre de Billy
- John Wood como el oficial inglés

## Música
Matadero cinco es el primero de dos largometrajes para los que Glenn Gould proporcionó la música; el Concierto n.º 5 de Bach en fa menor, BWV 1056, y el Concierto n.º 3 en re mayor, BWV 1054 se grabaron en Columbia Studios con la orquesta Sinfónica de Columbia; algunas selecciones provinieron de grabaciones existentes, y dos incluyeron a otros artistas, incluido Rudolf Serkin, piano, con Casals dirigiendo el Concierto de Brandeburgo n. ° 4 en sol mayor, BWV 1049, III Presto. La película usó una cantidad tan pequeña de música que el álbum de la banda sonora agregó extractos atmosféricos del triple álbum sintetizado Entropical Paradise de Douglas Leedy.
La interpretación prolongada del movimiento final del cuarto concierto de Brandeburgo de Bach acompaña a un montaje cinematográfico cuando el personaje principal se encuentra por primera vez con la ciudad de Dresde.

## Premios
La película ganó el Premio del Jurado en el Festival de Cine de Cannes de 1972, así como un Premio Hugo y un Premio Saturn. Tanto Hill como Geller fueron candidatos a múltiples premios otorgados por sus respectivas asociaciones. Sacks fue nominado a un Globo de Oro.